# Māngere Falls
Die Māngere Falls sind ein Wasserfall bislang nicht ermittelter Fallhöhe westlich von Whangārei auf der Nordinsel Neuseelands. Er liegt im Lauf des Māngere River, der einige Kilometer hinter dem Wasserfall in westlicher Fließrichtung in den Wairua River mündet.
Der Wasserfall befindet sich auf Privatgebiet und ist daher nicht bzw. nur auf Anfrage zugänglich.